# Orthonops iviei
Espèce
Orthonops iviei est une espèce d'araignées aranéomorphes de la famille des Caponiidae.

## Distribution
Cette espèce est endémique de Californie aux États-Unis,. Elle se rencontre dans les comtés de Fresno, de Riverside et de San Diego.

## Description
Le mâle holotype mesure 4,25 mm et la femelle paratype 4,62 mm.

## Étymologie
Cette espèce est nommée en l'honneur de Wilton Ivie.

## Publication originale
- Platnick, 1995 : A revision of the spider genus Orthonops (Araneae, Caponiidae). American Museum novitates, no 3150, p. 1-18 (texte intégral).